# Maleinsyra
Maleinsyra (C4H4O4) är en karboxylsyra med två karboxylgrupper. Den korresponderande anjonen heter maleat. Maleinsyra är Z-isomeren och fumarsyra E-isomeren av samma ämne. De båda skiljer sig dock väsentligt från varandra. Maleinsyra är kemiskt mindre stabil – dess smältpunkt är 168 °C medan fumarsyra smälter vid 261 °C. Den polära maleinsyran är också löslig i vatten.

## Framställning
Maleinsyra framställs industriellt genom hydrolys av maleinaldehyd (C4H2O3).
{\displaystyle {\rm {C_{4}H_{2}O_{3}+H_{2}O\rightarrow C_{2}H_{2}(COOH)_{2}}}}

## Användning
- Maleinsyra används vid framställningen av polymerer och konstharts.
- Inom medicin används den som antihistamin mot akuta allergiska reaktioner (anafylaxi).